# Santa Javelin
Santa Javelin (em inglês: Saint Javelin) é um fenômeno da internet que tornou-se viral durante a invasão da Ucrânia pela Rússia em 2022.

## História
Na quinta-feira, 24 de fevereiro de 2022, começou a circular na internet um ícone de Maria Madalena segurando um FGM-148 Javelin e rapidamente se espalhou inicialmente como um meme, ainda na quinta-feira um usuário do twitter postou a imagem com a a seguinte legenda em inglês: "May St. Javelin Guide Them.", mas agora o meme já está sendo considerado um símbolo de resistência ucraniana.
Não demorou muito para aparecer iniciativas para ajudar os esforço de defesa ucraniana, logo apareceu várias lojas na internet com o fim de de arrecadar recursos para a Ucrânia, dentre eles se desta o site "saintjavelin.com" que é mantido pelo Ministério da Defesa da Ucrânia.

## Significado do ícone
Para a igreja Greco-Católica Ucraniana e nas pinturas da igreja ortodoxa oriental, Maria Madalena geralmente é representada vestindo uma roupa verde, na primeira imagem vista na internet a aréola é vermelha, mas atualmente a mais vista é uma imagem derivada com a aréola azul da mesma tonalidade da bandeira ucraniana, Mesmo que para os ocidentais possam se confundir com Nossa Senhora da Defesa.
Mesmo que para alguns possam estranhar, alguns santos são retratados com armas em algumas imagens e ícones, como o caso de São Miguel Arcanjo, São Gabriel Possenti e Nossa Senhora da Defesa.

## Santa Javelin como símbolo de resistência
O FGM-148 Javelin vem demonstrando efetividade durante  a invasão da Ucrânia pela Rússia, principalmente contra o tanque de guerra T-72 russo, isto acabou por elevar os ânimos ucranianos, pois provavelmente seriam incapazes de resistir sem o Javelin. Os mísseis Javelin é considerado uma das melhores armas para destruir veículos militares, tanques de guerras e búnquers.
Os resultados positivos do FGM-148 Javelin, tornou-se uma forma de espírito de guerra ucraniano, uma voz de resistência e já sendo aceito como um símbolo de resistência assim como também o fantasma de Quieve.